# Adam (2019)
Adam (arabisch آدم, DMG Ādam) ist ein Filmdrama von Maryam Touzani, das am 20. Mai 2019 im Rahmen der Filmfestspiele von Cannes 2019 seine Premiere feierte. Der Kinostart in Deutschland war am 9. Dezember 2021.

## Handlung
Die Witwe Abla lebt mit ihrer kleinen Tochter Warda in Casablanca, wo sie jeden Tag hausgemachtes Brot und alle Arten von selbstgemachtem, traditionellem marokkanischen Gebäck von ihrer Küche aus ihrem Fenster heraus verkauft. Als sie von ihrem Fenster aus eine junge schwangere und unverheiratete Frau namens Samia in einem Hauseingang schlafen sieht, die einen Ort zum Leben und Arbeiten in der Stadt sucht und von dem Gedanken, ein Kind ohne Vater allein zur Welt bringen zu müssen, überfordert ist, öffnet Abla ihr Heim für die Fremde. Sie könne ein paar Nächte bleiben, doch da sie beide mit ihrer jeweiligen Situation überfordert sind, bleibt Samia länger. Die junge Frau lehnt jede emotionale Bindung zu ihrem ungeborenen Kind ab und ist entschlossen, es nach der Entbindung zur Adoption freizugeben und dann in ihr Dorf zurückzukehren.

## Produktion

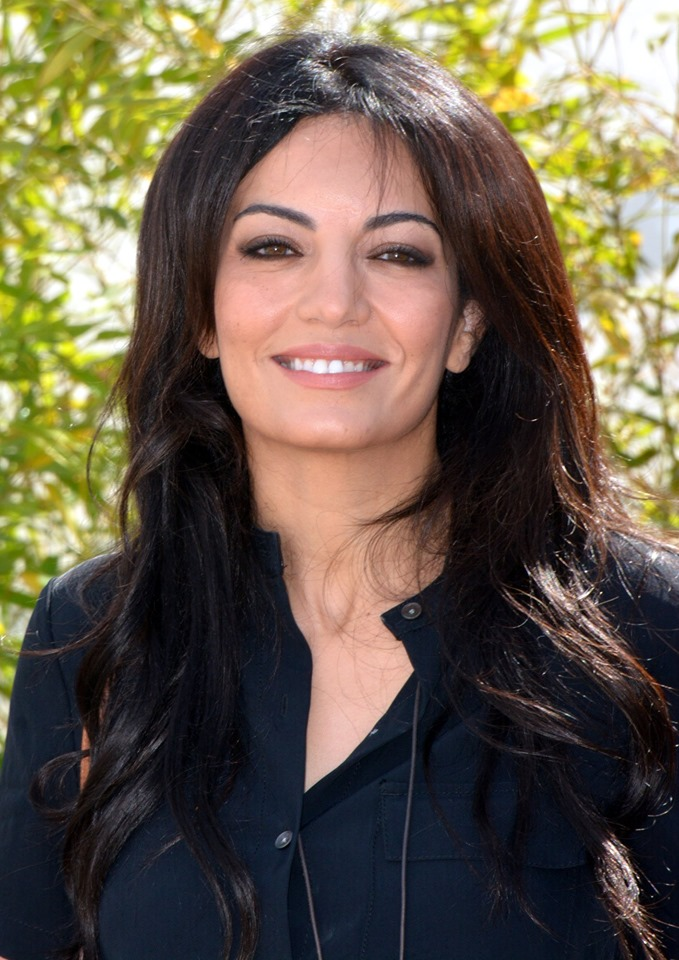
Maryam Touzani bei der Premiere des Films im Mai 2019 in Cannes

Regie führte Maryam Touzani, die auch das Drehbuch schrieb. Als Produzent des Films fungierte Touzanis Ehemann Nabil Ayouch, als Kamerafrau Virginie Surdej.
Lubna Azabal übernahm die Rolle der Witwe Abla, Nisrin Erradi spielt die junge Samia, die von ihr aufgenommen wird. Douae Belkhaouda spielt Ablas Tochter Warda.
Der Film feierte am 20. Mai 2019 im Rahmen der Filmfestspiele von Cannes 2019 seine Premiere. Im Juli 2019 wurde er beim Galway Film Fleadh vorgestellt, im August 2019 beim Melbourne International Film Festival. Im September 2019 wurde der Film beim Toronto International Film Festival im Rahmen der Sektion Contemporary World Cinema gezeigt. Anfang November 2019 wurde er beim Minsk International Film Festival „Listapad“ gezeigt. Ebenfalls im November 2019 erfolgte eine Vorstellung beim AFI Film Festival. Am 5. Februar 2020 kam er in die französischen Kinos. Im September 2021 wird Adam im Rahmen der Filmkunstmesse Leipzig gezeigt. Im Oktober 2021 wird Adam beim Nuremberg International Human Rights Film Festival vorgestellt. Am 9. Dezember 2021 kam er in die deutschen Kinos.

## Rezeption

### Kritiken
Der Film konnte bislang 87 Prozent aller Kritiker bei Rotten Tomatoes überzeugen.
Jay Weissberg von Variety schreibt, der zum Teil von Maryam Touzanis eigener Schwangerschaft inspirierte Film sei ein Liebesbrief an die Mutterschaft. Die beiden Schauspielerinnen Lubna Azabal und Nisrin Erradi, erhielten in ihren Rollen von Abla und Samia wortlose Momente, in denen sie ihr ganzen Gefühlsregister unter Beweis stellen können, von leiser Angst bis hin zu großer Freude. Touzani wisse genau, wann und wie man die richtigen Knöpfe drücken muss, und der Zuschauer könne sich dabei entspannt zurücklehnen. Die Kameraarbeit von Virginie Surdej lasse Ablas Haus gleichermaßen als Zufluchtsort als auch als Gefängnis erscheinen. Die Nahaufnahmen, in denen die Figuren bei alltäglichen Arbeiten, wie dem Kneten von Teig und der Zubereitung von Speisen gezeigt werden, verliehen diesen eine gewisse Sinnlichkeit, die stärker hervortritt, wenn im Verlaufe des Films immer mehr Tageslicht in die zuvor schattige Wohnung eindringt.

### Einsatz im Unterricht
Das Onlineportal kinofenster.de empfiehlt den Film ab der 10. Klasse für die Unterrichtsfächer Sozial/Gemeinschaftskunde, Psychologie, Ethik und Religion und bietet Unterrichtsmaterialien zum Film. Dort schreibt Cristina Moles Kaupp, da sich die Problemstellungen in Adam nicht primär an ein Publikum der arabischen Welt richte, könnte sich im Unterricht in den Fächern Religion, Ethik oder Gesellschaftskunde ein Vergleich der Lebensumstände von werdenden Müttern und alleinerziehenden Frauen mit der hiesigen Realität anbieten. Für den Psychologieunterricht seien die Gefühlslagen der Protagonistinnen interessant. Die unterdrückte Trauerarbeit Ablas lohne ebenso eine Analyse wie die plötzliche Hartherzigkeit Samias nach der Geburt ihres Sohnes.

### Auszeichnungen
Adam wurde von Marokko als Beitrag für die Oscarverleihung 2020 in der Kategorie Bester Internationaler Film eingereicht. Die Evangelische Filmjury wählte Adam als Film des Monats Dezember 2021. Im Folgenden weitere Auszeichnungen und Nominierungen.
Cairo International Film Festival 2019
- Auszeichnung als Arab Stars Of Tomorrow – Screen International (Nisrin Erradi)[12]

Chicago International Film Festival 2019
- Nominierung im New Directors Competition (Maryam Touzani)
- Auszeichnung mit dem Roger Ebert Award (Maryam Touzani)[13][14]

Durban International Film Festival 2019
- Auszeichnung als Beste Schauspielerin (Nisrin Erradi)
- Nominierung als Bester Film im internationalen Wettbewerb (Maryam Touzani)

Internationale Filmfestspiele von Cannes 2019
- Nominierung für die Queer Palm (Maryam Touzani)
- Nominierung für den Prix Un Certain Regard (Maryam Touzani)

Melbourne International Film Festival 2019
- Nominierung für den People’s Choice Award – Best Narrative Feature (Maryam Touzani)
- Nominierung im International Feature Competition[15]

Palm Springs International Film Festival 2020
- Nominierung als Bester fremdsprachiger Film für den FIPRESCI-Preis
- Auszeichnung mit dem Local Jury Award[16]

Prix Lumières 2021
- Nominierung als Beste internationale Koproduktion (Maryam Touzani)
- Nominierung als Beste Nachwuchsdarstellerin (Nisrin Erradi)[17]